# USS Forrest (DD-461)
USS Forrest (DD-461/DMS-24) là một tàu khu trục lớp Gleaves được Hải quân Hoa Kỳ chế tạo trong Chiến tranh Thế giới thứ hai. Nó đã tham gia suốt Thế Chiến II, cải biến thành một tàu quét mìn cao tốc với ký hiệu lườn DMS-24, sống sót qua cuộc xung đột, ngừng hoạt động năm 1945 và bị bán để tháo dỡ năm 1946. Nó là chiếc tàu chiến duy nhất của Hải quân Hoa Kỳ được đặt theo tên Đại úy Hải quân Dulany Forrest (?-1825), một sĩ quan phục vụ trong cuộc Chiến tranh 1812.

## Thiết kế và chế tạo
Forrest được chế tạo tại Xưởng hải quân Boston. Nó được đặt lườn vào ngày 6 tháng 1 năm 1941; được hạ thủy vào ngày 14 tháng 6 năm 1941, và được đỡ đầu bởi cô Eileen F. Thomson, chắt gái của Đại úy Forrest. Con tàu được cho nhập biên chế cùng Hải quân Hoa Kỳ vào ngày 13 tháng 1 năm 1942 dưới quyền chỉ huy của Thiếu tá Hải quân M. Van Metre.

## Lịch sử hoạt động

### 1942
Forrest khởi hành từ Boston, Massachusetts vào ngày ngày 15 tháng 6 năm 1942 để đi Căn cứ Hải quân Argentia, Newfoundland, tăng cường thành phần hộ tống cho tàu sân bay Ranger (CV-4), và quay trở về Newport, Rhode Island vào ngày 22 tháng 6. Đến ngày 1 tháng 7, nó lên đường cùng với đội của Ranger để đi sang vùng bờ biển Tây Phi, nơi chiếc tàu sân bay vận chuyển máy bay tiêm kích Không lực Hoa Kỳ đến căn cứ Accra ở khu vực Bờ biển Vàng thuộc Anh, châu Phi. Quay trở về Norfolk, Virginia vào ngày 5 tháng 8, nó hoạt động huấn luyện, tuần tra chống tàu ngầm và hộ tống vận tải ven biển cho đến ngày 21 tháng 10, khi nó đi đến khu vực Bermuda tham gia đội của Ranger cho Chiến dịch Torch, cuộc đổ bộ lực lượng Đồng Minh lên Bắc Phi. Nó bảo vệ cho các hoạt động không lực nhằm hỗ trợ cuộc đổ bộ lên Safi, Casablanca và Fedhala từ ngày 8 đến ngày 12 tháng 11, rồi phục vụ tuần tra chống tàu ngầm mở đường cho một đoàn tàu vận tải cho đến ngày 18 tháng 11. Nó hộ tống một đoàn tàu vận tải đi đến ngoài khơi Norfolk, rồi quay trở lại Bermuda gặp gỡ tàu tuần dương hạng nặng Augusta (CA-31) để cùng quay trở về Norfolk vào ngày 30 tháng 11.

### 1943
Từ ngày 2 tháng 12 năm 1942 đến ngày 27 tháng 3 năm 1943, Forrest đã hai lượt hộ tống cho Ranger vượt Đại Tây Dương, đi đến một điểm phóng máy bay ngoài khơi Casablanca, cũng như làm nhiệm vụ hộ tống vận tải ven biển và tại vùng vịnh Mexico. Sau một đợt huấn luyện tại Casco Bay, Maine, nó lại tham gia cùng đội của Ranger cho nhiệm vụ tuần tra ngoài khơi Argentia, Newfoundland từ ngày 17 tháng 5 đến ngày 24 tháng 7, rồi được tiếp liệu tại Boston trước khi vượt đại dương đi sang Scapa Flow thuộc quần đảo Orkney. Từ căn cứ này của Hạm đội Nhà Anh Quốc, đội của Ranger tuần tra truy tìm những lực lượng Hải quân Đức, và vào ngày 4 tháng 10 đã không kích thành công nhắm vào tàu bè và cơ sở đối phương trên bờ tại Bodø, Na Uy. Trong tháng 10, nó di chuyển về phía Nam tham gia hộ tống một tàu sân bay Anh đi từ Địa Trung Hải trở về Scapa Flow, và vào tháng 11 đã khởi hành cùng một lực lượng đặc nhiệm phối hợp để tuần tra khu vực bờ biển Tây Bắc Na Uy, bảo vệ cho một đoàn tàu vận tải di chuyển sang Nga.

### 1944
Quay trở về Boston để đại tu vào ngày 3 tháng 12 năm 1943, Forrest trải qua tháng 1 và tháng 2 năm 1944 huấn luyện thủy thủ đoàn cho các tàu khu trục mới, và hộ tống chiếc tàu sân bay mới Hornet (CV-12) trong chuyến đi chạy thử máy và huấn luyện ngoài khơi Bermuda. Từ ngày 7 tháng 3 đến ngày 2 tháng 4, nó tuần tra Đại Tây Dương cùng một đội tìm-diệt do tàu sân bay hộ tống Guadalcanal (CVE-60) dẫn đầu. Nó khởi hành từ Norfolk vào ngày 20 tháng 4 để đi sang Bắc Ireland, và làm nhiệm vụ hộ tống vận tải chung quanh quần đảo Anh khi nhân lực và phương tiện đang được tập trung cho cuộc Đổ bộ Normandy. Khi hoàn cảnh thời tiết xấu buộc phải trì hoãn cuộc đổ bộ, nguyên được dự định vào ngày 5 tháng 6, nó được phái đi vào ngày 4 tháng 6 để gọi trở lại những đoàn tàu đã khởi hành hướng đến bãi Utah. Khi cuộc đổ bộ cuối cùng cũng diễn ra vào ngày 6 tháng 6, nó bảo vệ cho những tàu vận chuyển tại Baie de la Seine, và vào các ngày 12, 16 và 17 tháng 6 đã bắn phá các vị trí trên bờ hỗ trợ cho cuộc tấn công của quân đổ bộ. Sau khi hộ tống các thiết giáp hạm quay trở lại Plymouth, Anh vào ngày 18 tháng 6, nó quay trở lại khu vực tấn công vào ngày 21 tháng 6 để hỗ trợ cho các hoạt động quét mìn ngoài khơi bán đảo Cotentin. Chiếc tàu khu trục đã đối đầu với các khẩu đội pháo bờ biển vào các ngày 22 và 24 tháng 6, quay trở về Portland, Anh vào ngày hôm sau.
Bốn ngày sau, Forrest lên đường đi Belfast, Oran và cuối cùng là Taranto, nơi nó khởi hành vào ngày 11 tháng 8 để tham gia Chiến dịch Dragoon, cuộc đổ bộ của lực lượng Đồng Minh lên miền Nam nước Pháp. Nó đi đến khu vực hỗ trợ hỏa lực vòng trong ngoài khơi St. Tropez vào ngày đổ bộ 15 tháng 8, và trong hai tháng tiếp theo, nó hộ tống các đoàn tàu vận tải từ Palermo, Naples, Ajaccio và Oran đến bờ biển phía Nam nước Pháp, bảo vệ luồng di chuyển người và tiếp liệu để cuộc tấn công có thể tiếp nối lên phía Bắc. Nó quay trở về Norfolk vào ngày 8 tháng 11 để được cải biến thành một tàu quét mìn cao tốc, và được xếp lại lớp với ký hiệu lườn mới DMS-24 vào ngày 15 tháng 11 năm 1944.

### 1945
Forrest được huấn luyện trong vịnh Chesapeake trước khi nhận nhiệm vụ tại khu vực Thái Bình Dương; và nó lên đường vào ngày 17 tháng 1 năm 1945, ghé qua San Diego, California và Trân Châu Cảng để được huấn luyện thêm, rồi đi đến Ulithi vào ngày 9 tháng 3. Nó lên đường mười ngày sau đó cho hoạt động quét mìn nhằm dọn sạch vùng biển Okinawa, chuẩn bị cho cuộc tấn công đổ bộ vào ngày 1 tháng 4. Sau đó nó hoạt động tuần tra, bảo vệ các tàu quét mìn nhỏ, thực hiện các chuyến hộ tống tại chỗ cùng các hoạt động khác của một tàu khu trục. Nhiều lần nó đã trợ giúp những tàu chiến bị máy bay tấn công cảm tử kamikaze đánh trúng, và vào ngày 27 tháng 5, đến lượt nó là nạn nhân của kiểu tấn công tự sát này. Ba máy bay đối phương bị phát hiện đang hướng vào nó và hai chiếc đã bị bắn rơi; tuy nhiên chiếc thứ ba đã đâm vào mạn phải con tàu ngay mực nước, làm thiệt mạng năm người và làm bị thương 13 người khác. Các biện pháp kiểm soát hư hỏng và chữa cháy có hiệu quả đã cứu được con tàu, và nó rút lui về Kerama Retto để sửa chữa.
Forrest khởi hành từ Okinawa vào ngày 25 tháng 6 để quay về vùng bờ Đông, về đến Boston vào ngày 6 tháng 8. Nó được cho xuất biên chế tại đây vào ngày 30 tháng 11 năm 1945, và bị bán để tháo dỡ vào ngày 20 tháng 11 năm 1946.

## Phần thưởng
Forrest được tặng thưởng sáu Ngôi sao Chiến trận do thành tích phục vụ trong Thế Chiến II.